# Шегеда, Галина Ивановна
Галина Ивановна Шегеда (род. 4 сентября 1938) — украинская советская деятельница, председатель колхоза «40-летие Октября» Млиновского района Ровенской области. Депутат Верховного Совета СССР 11-го созыва.

## Биография
Родилась в крестьянской семье. Отец погиб в 1943 году на фронтах Великой Отечественной войны.
В 1958 году окончила Городищенский сельскохозяйственный техникум Черкасской области, получила специальность агронома.
В 1958—1961 годах — агроном колхоза «Украина» Лысянского района Черкасской области. В 1961 году — агроном колхоза имени Жданова Млиновского района Ровенской области.
В 1961—1981 годах — плановик-экономист, секретарь партийного комитета и заместитель председателя колхоза «40-летие Октября» села Бокийма Млиновского района Ровенской области.
Член КПСС с 1964 года.
Образование высшее. Закончила заочно Житомирский сельскохозяйственный институт.
С июня 1981 года — председатель колхоза «40-летие Октября» села Бокийма Млиновского района Ровенской области.
Потом — на пенсии в селе Бокийма Млиновского района Ровенской области.

## Награды
- орден Октябрьской Революции
- орден «Знак Почета»
- медали